# Bremen muß leben
Bremen muß leben (Kurzbezeichnung: Konservative) ist ein im Januar 2007 gegründeter Landesverband des Vereins Die Deutschen Konservativen mit Sitz in Hamburg. Geschäftsführender Vorsitzender des Vereins war der Journalist Joachim Siegerist. Bremen muß leben nahm als Wählervereinigung am 13. Mai 2007 mit insgesamt 26 Kandidaten an der Wahl zur Bremischen Bürgerschaft teil. Außerdem trat Bremen muß leben in verschiedenen Stadtteilen Bremens zu den Beiratswahlen sowie zur Wahl der Stadtverordnetenversammlung in Bremerhaven an.

## Gründung
Die Auftaktveranstaltung von Bremen muß leben fand am 6. Oktober 2006 im Bremer Hilton-Hotel statt. Der ursprünglich vorgesehene Veranstaltungsort, das Hotel ÜberFluss, hatte die für diesen Abend gemieteten Räumlichkeiten kurzfristig abgesagt, nachdem in der Öffentlichkeit Einzelheiten über die politische Ausrichtung der Deutschen Konservativen und ihren Vorsitzenden Joachim Siegerist vor der Wahl bekannt geworden waren. Initiator und Vorsitzender von Bremen muß leben war Siegerist, bis 1987 Mitglied der CDU.
Am 3. und 4. März 2007 stellte Bremen muß leben im Hotel IBIS seine Kandidatenlisten für die Wahlbereiche Bremen und Bremerhaven auf. Im Wahlbereich Bremen traten für die Wählervereinigung 19 Bewerber um einen Sitz in der Bürgerschaft an. Nach Angaben von Bremen muß leben gehörten 8 der Kandidaten früher anderen Parteien an, während die restlichen 11 Bewerber parteipolitisch noch nie aktiv gewesen sein sollen. Spitzenkandidat im Wahlbereich Bremen war Joachim Siegerist.
Im Wahlbereich Bremerhaven hatte Bremen muß leben gemeinsame Kandidatenlisten mit der Deutschen Partei (DP) aufgestellt. 6 der insgesamt 7 Wahlbewerber von Bremen muß leben für die Bürgerschaft und die Bremerhavener Stadtverordnetenversammlung waren Mitglieder der Deutschen Partei. Das geht aus einer Mitteilung des Landesvorsitzenden der Deutschen Partei, Claus Cira, hervor. Ronald Gläser, Journalist und Spitzenkandidat von Bremen muß leben im Wahlbereich Bremerhaven, bestätigte die Zusammenarbeit mit der Deutschen Partei.

## Kontakte zu anderen Parteien
Neben der gemeinsamen Liste in Bremerhaven bestehen weitere Kontakte zwischen Bremen muß leben und der Deutschen Partei. Der ehemalige Bundesvorsitzende der Deutschen Partei, Heiner Kappel, unterstützte Bremen muß leben aktiv im Wahlkampf und war auch Podiumsredner bei der Auftaktveranstaltung der Wählervereinigung im Oktober 2006. Die Deutschen Konservativen hatten die Deutsche Partei bei der Bremischen Bürgerschaftswahl 2003 und der Europawahl 2004 öffentlich unterstützt. Die DP wurde im Jahre 2004 vom Landesverfassungsschutz Bremen erwähnt: „Sie weist in ihrer programmatischen Ausrichtung deutliche Bezüge zu rechtsextremistischen Positionen auf.“
Auch der damalige Landeshauptmann (Ministerpräsident) des österreichischen Bundeslandes Kärnten, Jörg Haider (BZÖ), unterstützte Bremen muß leben im Wahlkampf. Die Deutschen Konservativen unterhielten bereits seit Jahren enge Kontakte zu Jörg Haider und seiner Partei FPÖ (später BZÖ). Am 27. April 2007 war Haider Gastredner einer Wahlkampfveranstaltung in einem Gasthaus am Stadtrand Bremens. Nach dem Willen von Bremen muß leben sollte eigentlich das Bremer Rathaus der Schauplatz dieser Veranstaltung sein, was von Bürgermeister Jens Böhrnsen als dem Hausherrn aber abgelehnt wurde. Der Versuch der Wählervereinigung, die Nutzung dieser Räumlichkeiten gerichtlich zu erzwingen, scheiterte vor dem Bremer Oberverwaltungsgericht.
Anfang Dezember 2006 hatte auch Roger Kusch, Vorsitzender der Wählervereinigung Rechte Mitte HeimatHamburg, angekündigt, im Bremer Wahlkampf für Bremen muß leben aufzutreten. Nach einem Treffen mit Jörg Haider und Joachim Siegerist Anfang Februar in Klagenfurt zog Kusch seine Zusage überraschend zurück und ging auf Distanz zu Haider und Bremen muß leben. Kusch wörtlich:

„Ich habe dann festgestellt, dass es sehr viel mehr Trennendes als Gemeinsames gibt. […] Haider und Siegerist betrachten sich als Missionare auf einer Rückkehr zu einer konservativen Ordnung. HeimatHamburg kümmert sich aber ausschließlich um Hamburger Belange.“

## Wahlen
Bei der Bürgerschaftswahl in Bremen 2007 erreichte die Liste 1,6 % der abgegebenen Stimmen. Sie verpasste damit den Einzug in die Bürgerschaft, erreichte aber bei den zeitgleichen Wahlen zu den Beiräten insgesamt 6 Sitze. Zur Bürgerschaftswahl in Bremen 2011 wurde sie nicht zugelassen und trat nur bei den Wahlen zu einigen Beiräten an.

## Selbstverständnis und Kritik
Bremen muß leben bezeichnet sich selbst als eine konservative Vereinigung und gibt sich in Bremen lokalpatriotisch. In den lokalen Medien wird Bremen muß leben als weit rechts stehend und teilweise auch als rechtsradikal bzw. rechtsextrem eingestuft, während etwa der Politologe Florian Hartleb von einer rechtspopulistischen Vereinigung spricht.  Diese Beurteilung ist nicht zuletzt der politischen Vergangenheit des wegen Volksverhetzung und Beleidigung vorbestraften Spitzenkandidaten Joachim Siegerist geschuldet, dem die rot-grüne Bundesregierung noch im März 2001 bescheinigte, „vor allem durch ultranationale und rechtsradikale Äußerungen in Erscheinung getreten“ zu sein. Außerdem werden Joachim Siegerist antisemitische und rassistische Äußerungen vorgeworfen, die Anlass für die israelische Regierung waren, Ende der 1990er Jahre ein Einreiseverbot gegen Siegerist zu verhängen. Bereits im September 1987 war Joachim Siegerist aus der Hamburger CDU ausgetreten, nachdem der Parteivorstand einige Wochen zuvor ein Ausschlussverfahren gegen Siegerist wegen rechtsextremistischer Aktivitäten eingeleitet hatte.
Joachim Siegerist machte vor der Wahl in einem Beitrag für das Vereinsblatt Konservative Deutsche Zeitung darauf aufmerksam, dass Die Deutschen Konservativen als Dachorganisation von Bremen muß leben nach 1995 nicht mehr im Verfassungsschutzbericht der Bundesrepublik Deutschland erwähnt worden sind. Ferner verwies Bremen muß leben darauf, dass auf den Listen der Wählervereinigung auch zwei Kandidaten nichtdeutscher Herkunft sowie der deutsch-jüdische Publizist Ivan Denes vertreten waren, der hauptberuflich Chefredakteur der Konservativen Deutschen Zeitung ist. Im Wahlkampf war Bremen muß leben um deutliche Abgrenzung von NPD und DVU bemüht. In diesem Zusammenhang äußerte Joachim Siegerist, dass er eine Zusammenarbeit mit dem „braunen Sumpf“ ablehne.
Die Listenverbindung zwischen Bremen muß leben und der Deutschen Partei im Wahlbereich Bremerhaven sowie die Zusammenarbeit mit dem früheren DP-Vorsitzenden Heiner Kappel widerspricht allerdings der Aussage von Joachim Siegerist, dass kein Kandidat seiner Wählervereinigung zuvor einer politisch radikalen Organisation angehört habe. Darüber hinaus trat mit Bernd Rabehl auf Listenplatz 6 im Wahlbereich Bremen ein Kandidat an, der wiederholt auf Veranstaltungen der rechtsextremen NPD anwesend war. Außerdem gab Rabehl sowohl der NPD-Parteizeitung Deutsche Stimme als auch der vom DVU-Vorsitzenden Gerhard Frey herausgegebenen National-Zeitung Interviews.
Ronald Gläser, Spitzenkandidat von Bremen muß leben im Wahlbereich Bremerhaven, war nicht nur „Chefreporter“ der Deutschen Konservativen Zeitung der Deutschen Konservativen, sondern auch regelmäßiger Mitarbeiter der Wochenzeitung Junge Freiheit.